# 名古屋大学プロジェクトギャラリー「clas」
プロジェクトギャラリー「clas」
| 住所     | 〒464-8601 愛知県名古屋市千種区不老町                          |
| 開設     | 2007年5月                                                      |
| 分野     | 美術・建築・デザイン・教育・研究                               |
| アクセス | 名古屋市営地下鉄名城線 名古屋大学駅下車 1番出口より西へ徒歩5分 |

名古屋大学教養教育院プロジェクトギャラリー「clas」（なごやだいがくきょうようきょういくいんプロジェクトギャラリー、clas=cell for liberal arts & sciences/クラス）は、名古屋大学全学教育棟内に存在する共用施設である。
教養教育院統括会議の下に共用施設運営ワーキンググループが運営しており、その補助を学生スタッフが行っている。

## 概要
2007年5月に開設。名古屋大学の授業および学生・教職員・OBOGらの教育と研究、社会的活動にかかわる展示・プレゼンテーション・セミナー・ミーティング等の空間として使用し、大学における視覚を通した複眼的な思考と総合的な知識を育成し、ひろく地域の文化の向上に資することを目的としている。
アーティストによる展覧会をはじめ、学内の研究成果、大学と地域との関係の深い活動の発表など多岐にわたる視覚プログラムを提供。展覧会の数は、年間約20プログラムにおよぶ。また会期中に、アーティストや研究団体などによるトークやワークショップなどを開催している。

## プログラム内容
総合大学内に存在することもあり、そのプログラム内容は「視覚」を共通項として多岐にわたっている。
- 国内外のアーティストの紹介
- 建築や照明器具、環境デザインやグラフィックなどデザイン
- 実験器具や科学写真など授業資料
- 研究成果のプレゼンや、開発されたプログラムの実証実験
- 基礎セミナーをはじめとする授業やそれら成果の発表
- サークルやOBOG、附属高校生らの活動の発表
- 留学生の作品発表や文化交流、他大学との連携

## 利用案内
- 入場料：無料
- 開館時間：月 - 金曜日 10:00-18:00
- 休館日：土日祝日

## アクセス
地下鉄名城線「名古屋大学」駅下車 1 番出口より西へ徒歩 5 分、全学教育棟南入口横 